# Pastorie Carolus Borromeus
De Pastorie van de Borromeuskerk is een gemeentelijk monument aan de Rademakerstraat 75 in Soesterberg in de gemeente Soest in de provincie Utrecht. 
De pastorie kwam in de plaats van een inpandige pastorie van de oude Borromeuskerk. De pastorie was toen  en kwam in 1953 los van de nieuwe kerk te staan. Aan de rechter gevel is een serre gebouwd. Het overstekende schilddak is met leien gedekt. Alle boven- en zijlichten hebben glas--lood. De portiek bevindt zich in de symmetrische voorgevel. Rechts van de pastorie is een driezijdige erker aangebouwd.